# Brusque (Aveyron)
Brusque település Franciaországban, Aveyron megyében. Lakosainak száma 259 fő (2022. január 1.). Brusque Arnac-sur-Dourdou, Camarès, Fayet, Mélagues, Peux-et-Couffouleux, Tauriac-de-Camarès és Murat-sur-Vèbre községekkel határos.

## Népesség
A település népessége az elmúlt években az alábbi módon változott:
| Lakosok száma | 594  | 527  | 366  | 326  | 301  | 293  | 276  | 268  | 261  | 259  |
|               | 1968 | 1982 | 1999 | 2006 | 2011 | 2015 | 2017 | 2018 | 2020 | 2022 |